# Nazionale maschile di rugby a 15 della Repubblica Democratica Tedesca
La nazionale di rugby a 15 della Repubblica Democratica Tedesca (in tedesco Rugby-Union-Nationalmannschaft der Deutscher Demokratische Republik) o della Germania dell'Est rappresentò, dal 1951 al 1990, la Repubblica Democratica Tedesca nel rugby a 15 a livello internazionale.
Per i primi anni di vita fu amministrata da una costola della Federcalcio tedesco orientale poi, successivamente, dal 1958 dalla Deutscher Rugby-Sportverband der DDR, federazione costituita in seno alla Deutscher Turn- und Sportbund, l'ufficio centrale dello sport tedesco-orientale.

## Storia
Già prima della seconda guerra mondiale la Germania aveva un movimento rugbistico rilevante: la Nazionale aveva vinto un argento olimpico, aveva battuto due volte la Francia, il Paese di riferimento per l'Europa continentale, e vantava una piazza d'onore al primo campionato europeo disputatosi nel 1936.
Il conflitto causò la morte di gran parte dei praticanti di rilievo e il rapido declino della disciplina in Germania che, nel 1948 dovette inoltre subìre la separazione in due Stati facenti capo a due blocchi politici contrapposti, la Germania orientale (la Repubblica Democratica Tedesca) essendo finita nell'area dei satelliti dell'Unione Sovietica.
L'attività sportiva in Germania Est riprese a cura dell'ufficio centrale dello Sport che istituì tra le prime cose una federazione calcistica, all'interno della quale si costituì un comitato rugbistico (successivamente, nel 1958, divenuto una federazione autonoma) che nel 1951 organizzò il primo campionato nazionale e mise in campo la prima Nazionale, che debuttò a Bucarest contro la Romania; con la nascita della federazione la Germania Est entrò anche a far parte della FIRA.

## Incontri internazionali
| Nazione          | Primo incontro | Incontri disputati | Vittorie | Pareggi | Sconfitte |
| ---------------- | -------------- | ------------------ | -------- | ------- | --------- |
| Romania          | 1951           | 14                 | 0        | 1       | 13        |
| Cecoslovacchia   | 1956           | 16                 | 3        | 2       | 11        |
| Paesi Bassi      | 1958           | 1                  | 1        | 0       | 0         |
| Polonia          | 1958           | 13                 | 2        | 1       | 10        |
| Svezia           | 1964           | 2                  | 2        | 0       | 0         |
| Danimarca        | 1964           | 2                  | 2        | 0       | 0         |
| Bulgaria         | 1976           | 14                 | 9        | 0       | 5         |
| Unione Sovietica | 1978           | 2                  | 0        | 0       | 2         |
| Jugoslavia       | 1978           | 1                  | 0        | 0       | 1         |
| Ungheria         | 1990           | 1                  | 1        | 0       | 0         |
| Lussemburgo      | 1990           | 1                  | 0        | 0       | 1         |
| Totali           |                | 67                 | 20       | 4       | 43        |

## Allenatori
- Erwin Thiesies (1951 – 1972)
- Detlef Krüger (1972 – 1983)
- Gerhard Schubert (1983 – 1985)
- Rüdiger Tanke (1985 – 1990)
- Peter Gellert (1990)